# ريغان دانك
ريغان دانك (بالإنجليزية: Reagan Dunk)‏ هو لاعب كرة قدم أمريكي في مركز الدفاع، ولد في 7 فبراير 1994 في دالاس في الولايات المتحدة. لعب مع ريال سالت ليك.

## وصلات خارجية
- ريغان دانك على موقع الدوري الأمريكي (الإنجليزية)
- ريغان دانك على موقع قاعدة بيانات كرة القدم.إي يو (الإنجليزية)